# Coelogyne concinna
Coelogyne concinna é uma espécie de orquídea epífita, família Orchidaceae, originária de Sumatra.